# Pardiglanis
Genre
Pardiglanis est un genre de poisson de la famille des Claroteidae.

## Liste des espèces
Selon FishBase (29 octobre 2017), World Register of Marine Species (29 octobre 2017) et ITIS (29 octobre 2017) :
- Pardiglanis tarabinii Poll, Lanza & Romoli Sassi, 1972